# Харакири (филм)
„Харакири“ (на японски: 切腹) е японски джидайгеки филм от 1962 година на режисьора Масаки Кобаяши.
Действието в сценария на Шинобу Хашимото и Ясухико Такигучи се развива в началото на периода Едо и разказва за обеднял ронин, който си отмъщава на самурайски клан, принудил по-рано негов родственик да се самоубие с харакири по особено мъчителен начин. Главните роли се изпълняват от Тацуя Накадаи, Рентаро Микуни, Шима Ивашита, Акира Ишихама.
„Харакири“ е номиниран за наградата „Златна палма“ на Кинофестивала в Кан, където печели специалната награда на журито.